# スーパー2000

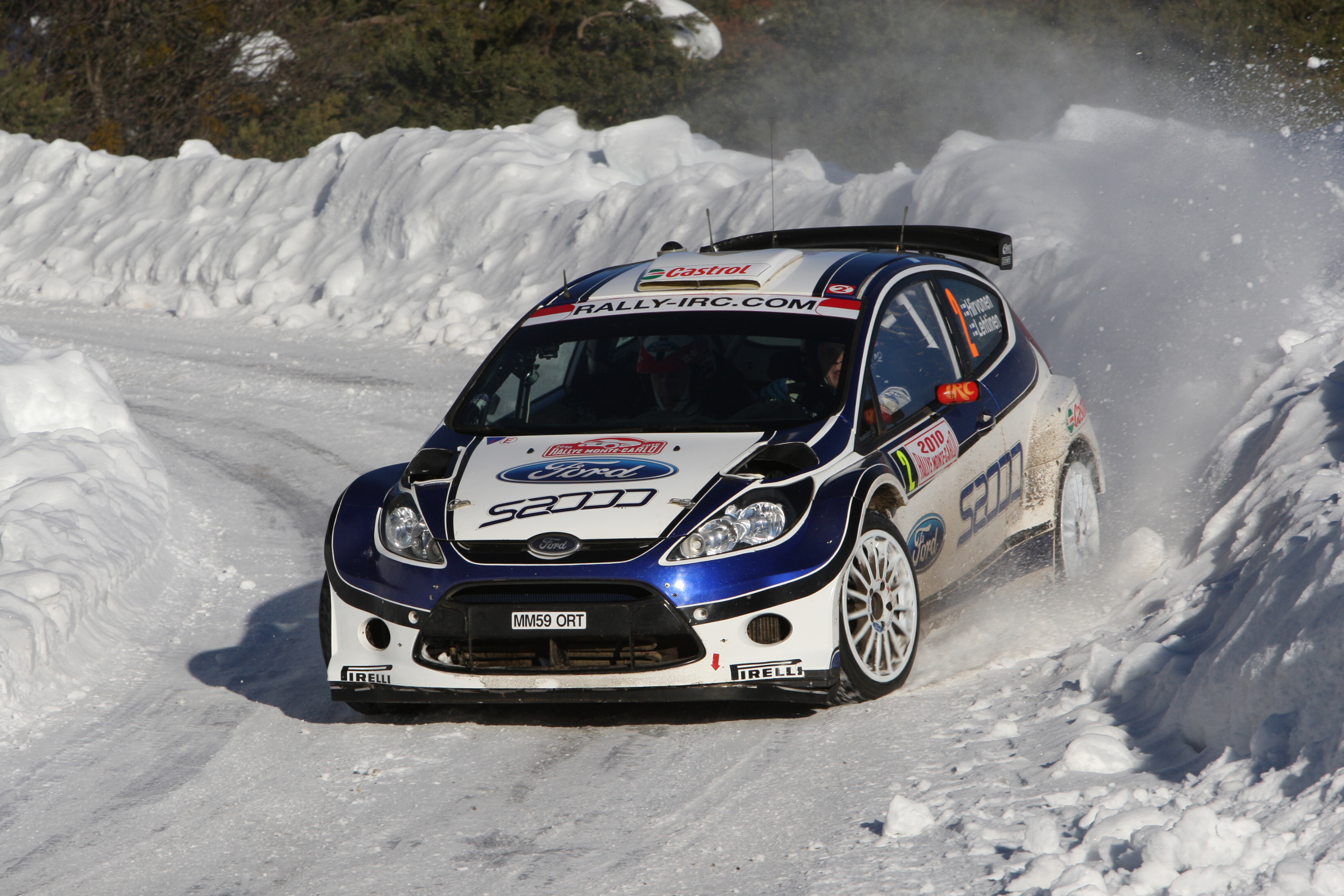
2011年IRCに参戦するフォード・フィエスタS2000

スーパー2000（Super 2000、S2000）は、国際自動車連盟 (FIA) が定めた競技車両規定の1つ。グループA規定のキット変型（VK）として、ラリーとツーリングカーレースに用いられた。

## 概要

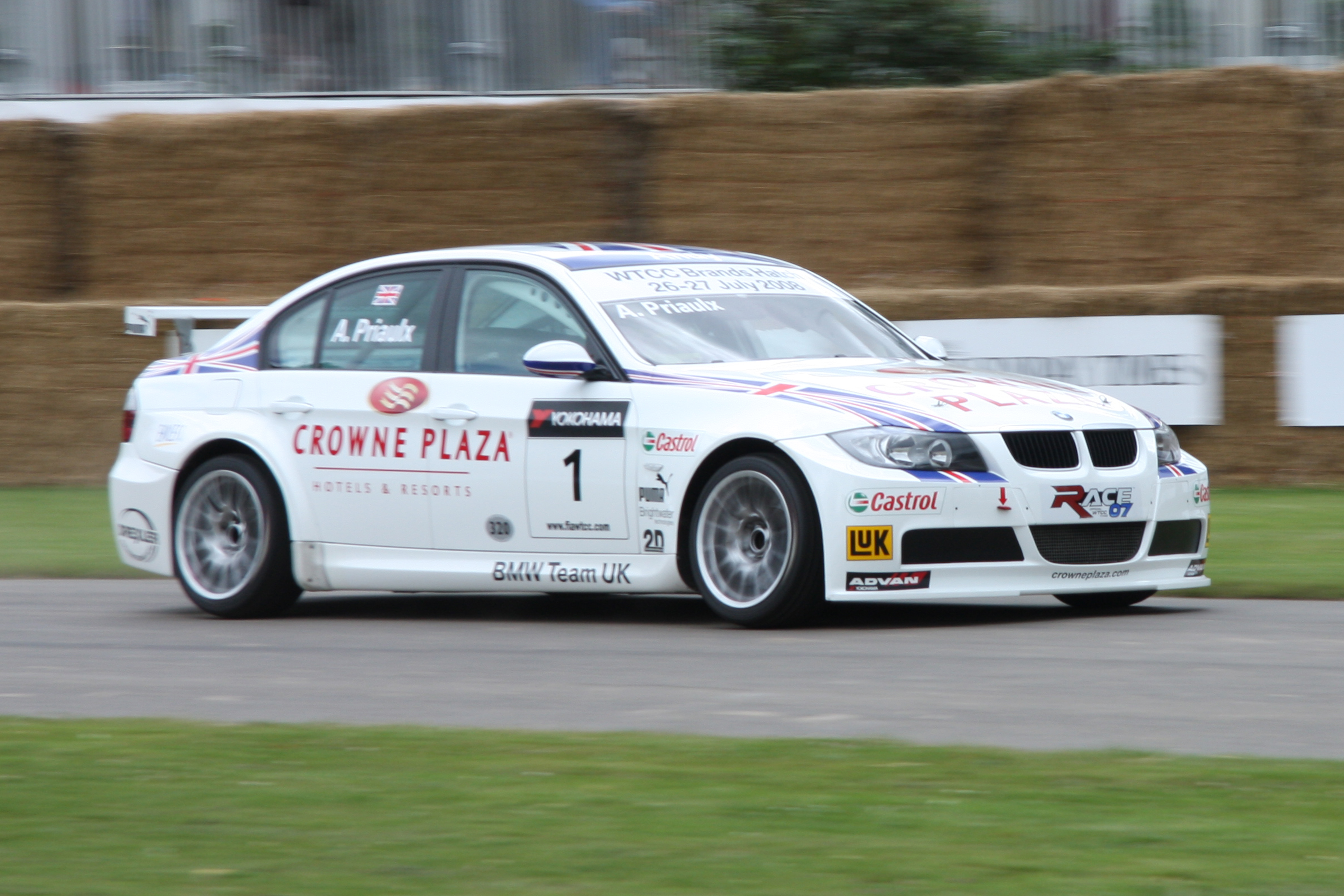
2007年WTCC王者のBMW・320Si

1990年代のツーリングカーレースのメイン規定であったグループA/グループNは改造範囲が狭く、ベースとして高価かつ高性能な市販車が要求されるため、継続して参戦できるメーカーは少なかった。その後継となった『スーパーツーリング（クラス2）』は改造範囲を大きく広げたことで、当初こそ多数のメーカーが参戦したが、開発競争の先鋭化によるコスト高騰が主因で短期間の内に瓦解した。そこでスーパーツーリング規定の下位クラスとして用いられていた、グループN規定車両を改造する『スーパープロダクション』をベースに安価に参戦できる規定が構想され、スーパー2000が誕生した。
4座席の量産車をベースに排気量2,000 ccまでの自然吸気エンジンへの換装・軽量化・小規模な空力パーツの追加などの競技用改造を認め、アクティブデフやトラクションコントロールなどのハイテク電子制御デバイスを禁止する点はスーパーツーリングと同じだが、マグネシウムやチタンのような高価な素材は禁止した上で駆動系にFIA公認パーツの使用を義務付けることで、開発コストを一定水準に抑えた。また1987年WTC（世界ツーリングカー選手権）が規則の解釈を巡って紛糾し1年で崩壊を迎えたという苦い過去から、競技用パーツを公認キット化することでそうした事態を未然に防ぐという狙いも同規定にはある。この規定のおかげで低コストで大衆車を改造することが可能になって参入障壁が大幅に下がり、欧米を中心にメーカーや独立系コンストラクターたちが多数参入した。
この規定はWRカー（ワールドラリーカー）のコスト高騰やグループNの寡占状態に悩まされていたラリー界にも形を変えて導入され、一つの時代を築く事となる。
2011年からはダウンサイジングターボの潮流に合わせ、1,600 cc直列4気筒直噴シングルターボエンジン規格『グローバル・レース・エンジン』（GRE）を用いて、世界ツーリングカー選手権（WTCC）と世界ラリー選手権（WRC）で相互にマニュファクチャラーの融通が利くように配慮された。この規定の互換性を活かして、BMW（WTCC）とMini（WRC）、セアト（WTCC）とフォルクスワーゲン（WRC）、シトロエン（WRC⇔WTCC）、フォード（WRC⇔WTCC）など、同一グループ内でのエンジン技術の共有や、両カテゴリの行き来なども行われた。
2010年のWTCCブラジル戦では、WTCCとIRCというスーパー2000規定を用いるカテゴリ同士でのコラボレーション開催がなされたこともあった。ただしツーリングカーとラリーでは同じ「スーパー2000」でも改造範囲は大きく異なり、それゆえに立ち位置も異なるものとなっている点には注意が必要である（後述）。
姉妹的存在となる規格にディーゼル車の『ディーゼル2000』、最大1,640 ccの自然吸気エンジン+前輪駆動の『スーパー1600』も存在し、前者はWTCC、後者はジュニア世界ラリー選手権（JWRC）で使用されていた。また2010～2021年WRCのWRカー（『S2000 WRC』）規定や、2014～2017年のWTCCの『TC1』規定はいずれもスーパー2000規定をベースに改造範囲を広げたものである。

## 歴史

### ツーリングカー

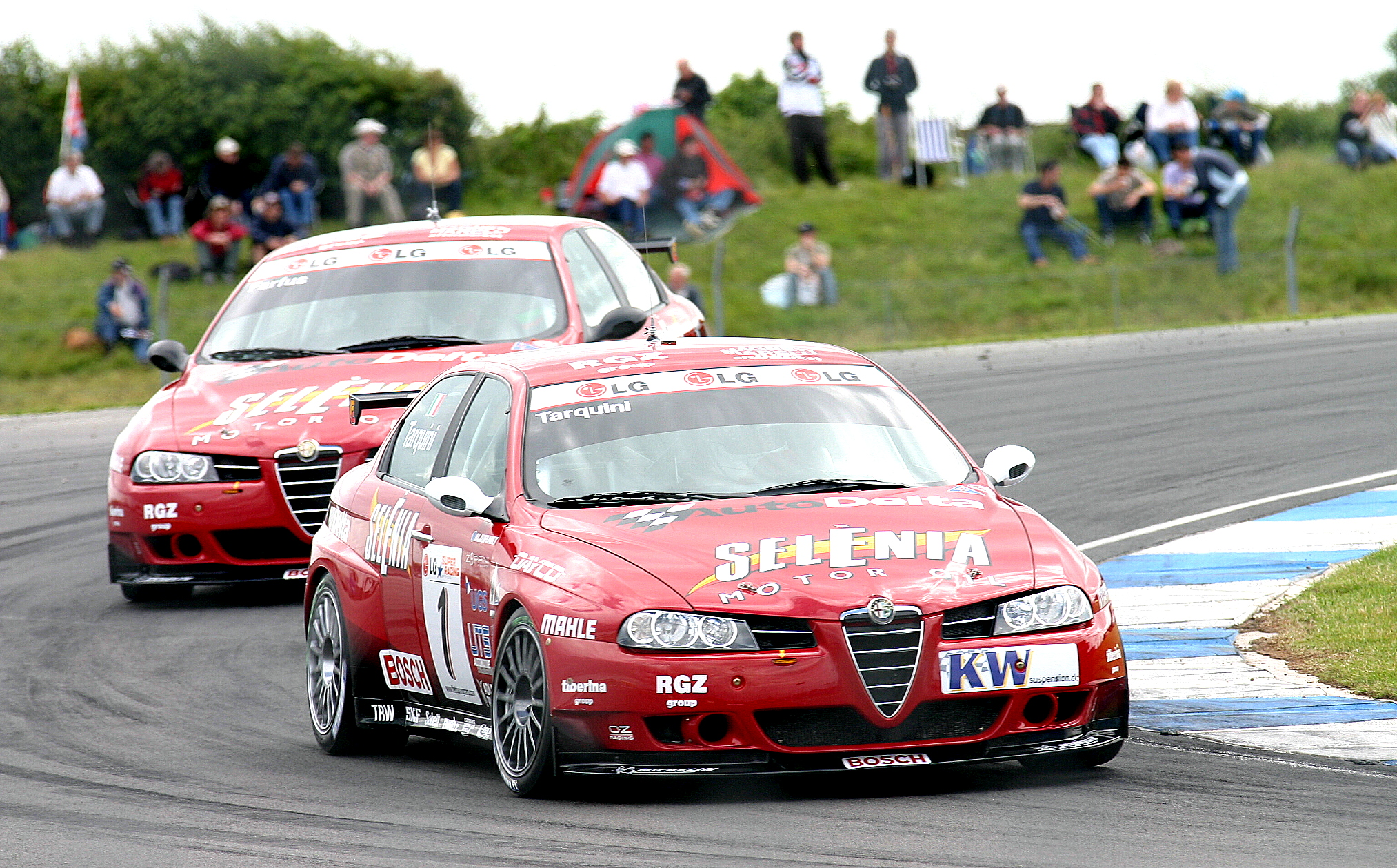
ETCCのアルファロメオ・156

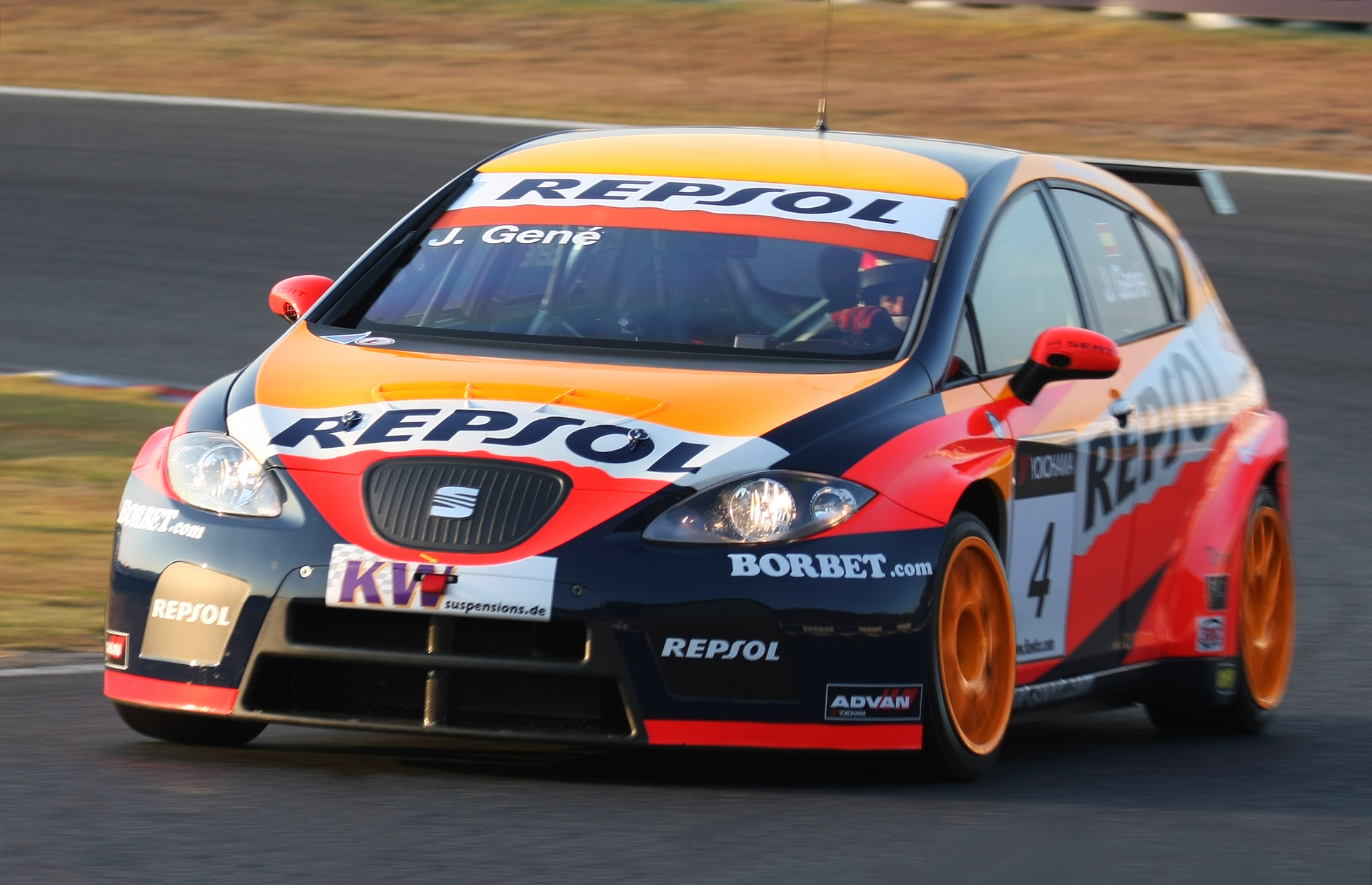
セアト・レオン

2002年以降のヨーロッパツーリングカー選手権（ETCC）で使用が始まった。2005年にETCCが発展したWTCCでもスーパー2000はメイン規定として扱われ、多数のメーカーやプライベーターが参入した。また英国、スウェーデン、デンマーク、ドイツ、ロシアなどの欧州各国の国内選手権やアジアツーリングカー選手権などでも順次用いられるようになった。
しかしリーマン・ショックや数年単位で続く一社独走劇に、メーカー数は年々減少。ツーリングカーにけるスーパー2000は改造範囲の制限が厳しすぎるため、ベース車両の素性が戦闘力を大きく左右することになり、それを救済しようとすると例外措置が多くなってしまうのも頭痛の種であった。

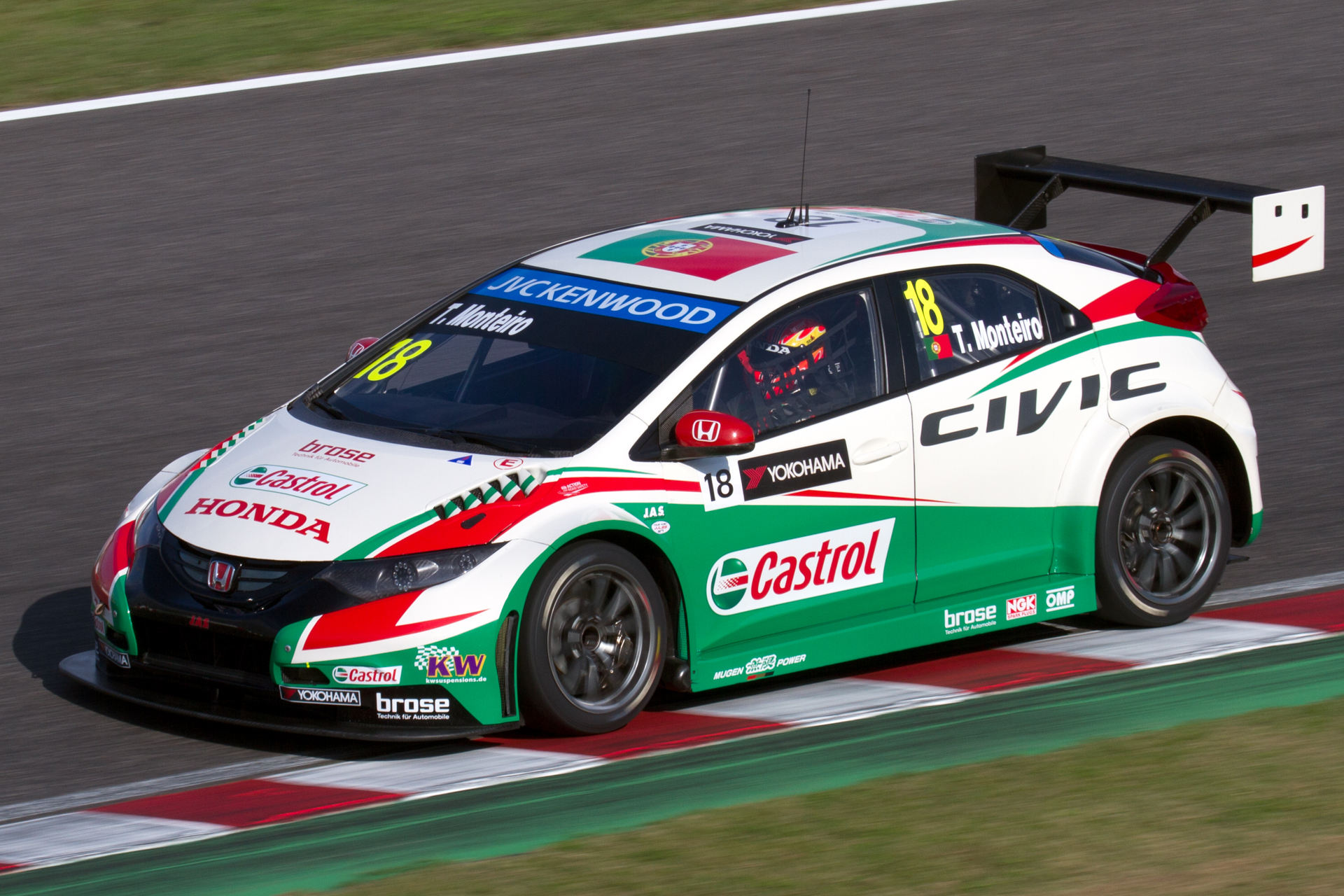
スーパー2000の特例であるTC1規定のホンダ・シビックタイプR

そこで再興を図るべくWTCCでは2014年から、改造範囲を広げたスーパー2000の特例となる「TC1」規定を導入した。コストアップの代償にベース車両の素性に囚われない開発ができるこの規定は一時的に効果を挙げるが、結局新規参入したメーカーたちは短期間で撤退してしまい、安価なマシンを入手できなくなったためプライベーターの数も減らしてしまった。
BTCC（英国ツーリングカー選手権）など地域選手権では、スーパー2000でもまだ参戦コストは高すぎるとして、2000年代後半頃から新たな車両規定を模索する動きが活発化した。
そんな中2015年から下位クラスとして施行された、性能調整（BoP）を前提とするプライベーター向けのTCR規定の人気が大いに高まったため、TCRが世界中で主役となり、2017年をもってWTCCは消滅。スーパー2000の時代は終焉を迎えた。
日本では2012年からのスーパー2000を用いた全日本ツーリングカー選手権（JTCC）の復活、さらには中国ツーリングカー選手権（CTCC）との提携でアジア選手権を行う計画が公になっていたが、実現せずに終わっている。

### ラリー

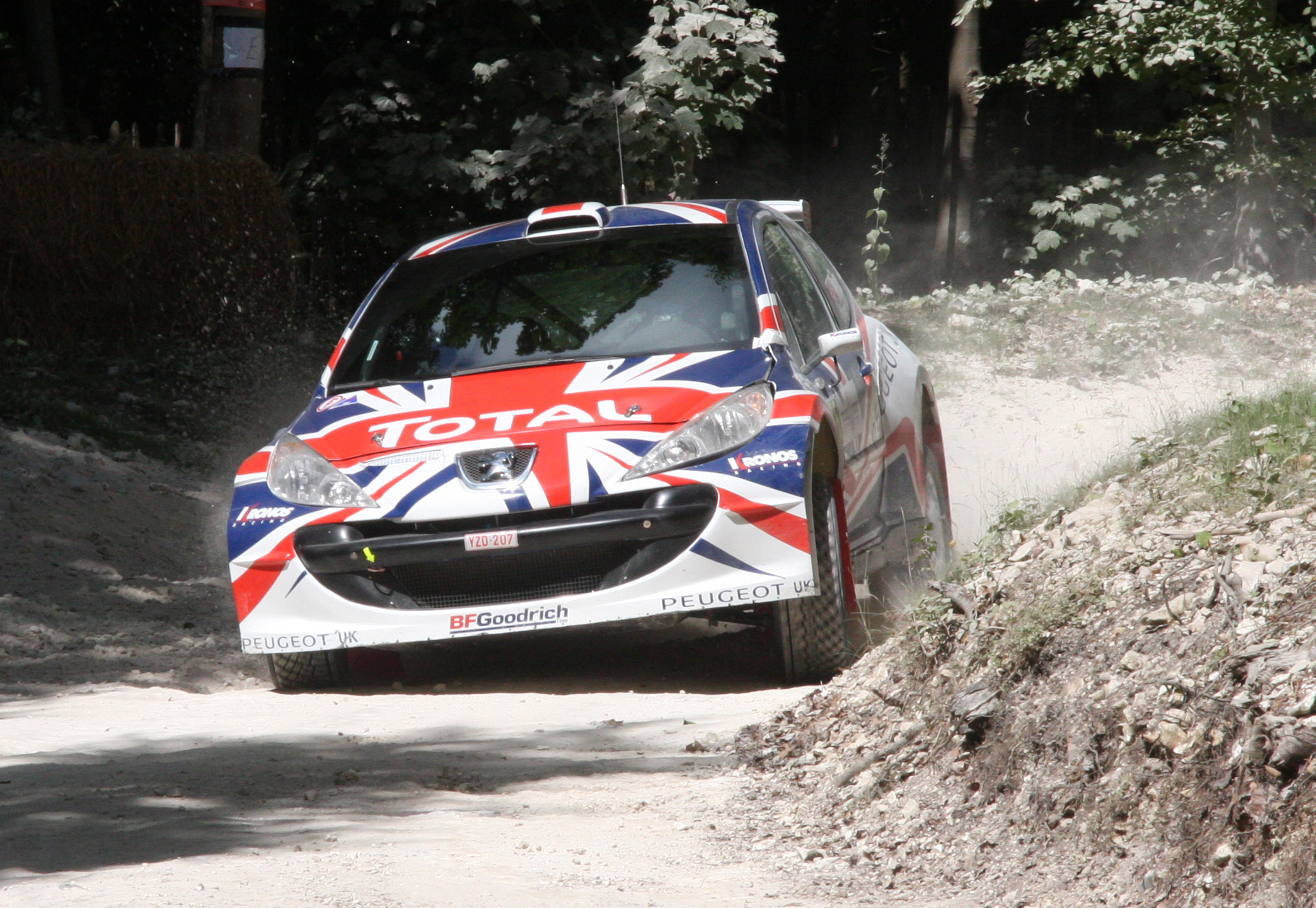
IRCのプジョー・207

ツーリングカーのスーパー2000が自然にトップカテゴリの規定として導入されたのに対し、ラリーのスーパー2000がトップカテゴリとなるまでにはかなりの紆余曲折があった。
「安価に4WDラリーカーを製作する」というコンセプト自体はWRカーの登場時からFIAで構想されていたが、スーパー2000として公に語られるようになったのは2004年頃からである。2005年に南アフリカラリー選手権で、トヨタとフォルクスワーゲンの現地法人が、欧州に先んじて最初にスーパー2000車両を争わせている。
FIAは高騰するコストが定期的に取り沙汰されるWRカー規定に代わり、低コストなスーパー2000規定を用いることをたびたび提案していたが、既存のマニュファクチャラーたちの反発に遭って断念。せめてスーパー2000専用の世界選手権やカップの設立を模索するが、迫力あるWRカーを支持するWRCプロモーターのISCが拒否したため、2007年からサポートシリーズのプロダクションカー世界ラリー選手権（PWRC）にスーパー2000を編入するという折衷案で妥協した。
一方でFIAの構想に賛成する、ユーロスポーツの完全子会社のKSOがプロモーターに手を挙げたため、2006年からスーパー2000をトップカテゴリに据える国際ラリーシリーズのインターコンチネンタル・ラリー・チャレンジ（IRC）が発足。運営の懐の広さとスーパー2000車両の低コストな面に惹かれて、WRCから撤退したマニュファクチャラーたちがIRCに参入するようになり、後にWRCを脅かすほどに躍進を遂げる大きな要因となった。またWRC/PWRCがターボ全盛の中で、自然吸気特有の高い排気音もファンに好評であった。
スーパー2000が導入されたPWRCではスバル・三菱の寡占状態となってしまっていたグループN4に対し、新規メーカーが同等以上の戦闘力で参入できるようになった。同じ排気量ながらターボエンジンを用いるグループN4に比べるとエンジントルクは絶対的に不利で電子制御式センターデフも備えていないものの、200馬力台後半までチューニングされたエンジンに競技専用に改造された足回り、そして軽量なボディを持つスーパー2000は「自然吸気エンジンのWRカー」と呼ばれ、特にターマックでは早い段階でグループNを凌ぎ始めた。グラベルでの優位性と熟成度で勝るグループN車両が2009年までタイトルを死守したものの、もはやその戦闘力差は明らかであり、2010年からようやく『S2000世界ラリー選手権（SWRC）』という独立した世界選手権が開催されることとなった。なおIRCを含む地域選手権のN4は、2011年から「R4」規定として改造範囲が拡大され、同じクラス扱いのままスーパー2000との戦闘力均衡が図られた。
負の部分としては、ラリーカーとしてのスーパー2000はBセグメント車が主流でトルクも低い分、最高峰カテゴリの車両としては迫力に欠ける、見ていて今一つ面白くないという点が指摘されていた。またBセグメント車にCセグメント車用のエンジンを搭載するという形態の歪さや、排気量を拡大できない1,600～1,800 ccエンジンや競技向きではない2,000 ccエンジンしか持たないメーカーには参入障壁が残るという声もあった。ツーリングカーのスーパー2000とは逆に、改造範囲の広さ故にコストの高騰も導入初期から不安視されており、後年にはそれは現実となった。
一方コスト低減がうまく行かず、マニュファクチャラーがわずか2社となってしまったWRCでは、2010年以降のWRカー規定の策定にあたって、再びスーパー2000をベースにする案が推進された。この議論はスーパー2000をそのままWRカーの代わりに用いるか、あるいはスーパー2000を強化したものとするか、既存の車両規定との兼ね合いはどうするのかなど様々な論点から紛糾を生み、二転三転した。最終的にはダウンサイジングターボのトレンドに合わせたGRE（1,600 cc直噴ターボ）の導入とともにスーパー2000＋αの改造を施す新WRカー規定「S2000 WRC」が誕生した。また純粋なスーパー2000でも新規公認取得車両は1,600 ccターボのみとなり、マニュファクチャラーたちはこれにRRC（リージョナル・ラリーカー）という名称をつけて供給した。こうして姿形は変わったものの晴れてトップカテゴリに導入されたスーパー2000だが、すでにスーパー2000を販売していたメーカーたち（フィアット、プジョー、シュコダなど）がWRカーマニュファクチャラーとして参入することはなかった。
2,000 cc自然吸気と1,600 ccターボという異なるエンジン規格の混在を整理解消し、高騰してしまったコストも下げてプライベーター向けな車両規格とするため、2013年からは1,600 ccターボと量産車用部品を多く用いた後継カテゴリのグループR5（現Rally2）が施行された。R5はRRCよりも2 mm大きめのリストリクター径で均衡が図られた。同年にSWRCは『WRC2』へと発展解消、IRCはERCへと統合され、さらにスーパー2000の新規ホモロゲーション取得も同年夏に打ち切られたことで、従来のスーパー2000の時代は一区切りを迎えた。

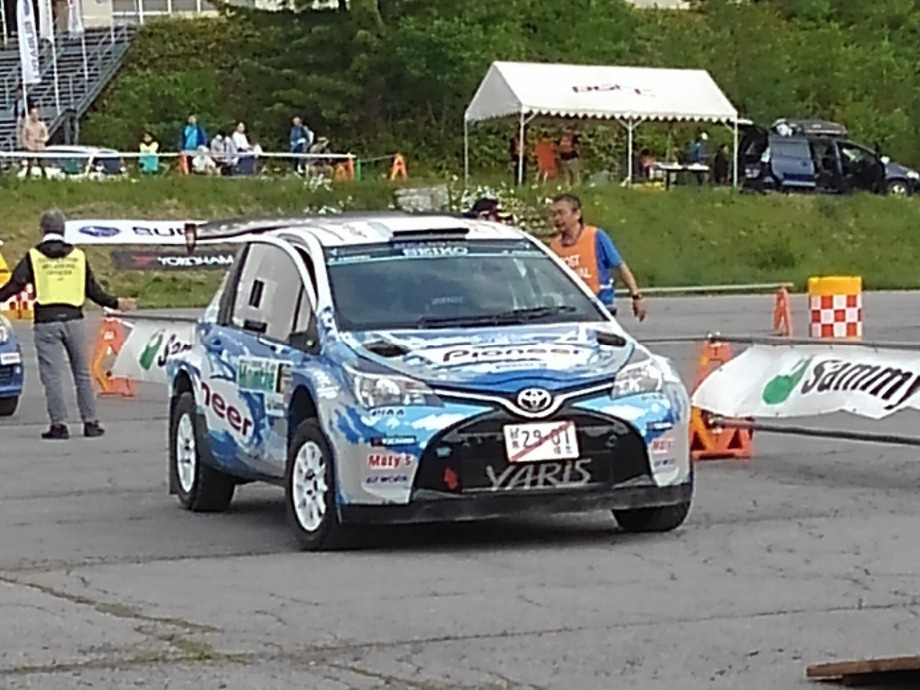
2016年製スーパー2000規定車両をベースに製作された、ラリー映画『OVER DRIVE』のトヨタ・ヤリスSCRS

2013年以降もスーパー2000車両のWRC/WRC2への年間エントリー自体は可能であり、RRC車両はWRC2で最初の3年間を支配したが、やがてR5車両の流通により大きく減少。2017年には0台となり、2019年に規則から削除された。ただしヨーロッパ・ラリー選手権（ERC）やアジアパシフィックラリー選手権（APRC）などの地域選手権では今も年間エントリー可能であり、FIAのラリーピラミッドではRC2クラス（Rally2やグループN4が相当）に位置づけられている。
WRカーは2017年に改造範囲を拡大してスーパー2000の低コスト路線を撤回。2022年にはパイプフレームボディの『ラリー1』が導入されたことで、エンジン以外は完全にスーパー2000の系譜から離れた。

## 主なレギュレーション
ラリーカーとツーリングカーとでそれぞれ個別のレギュレーションが存在し、規則上ラリー版は「S2000ラリー」と呼んで区別する。
さらに2011年よりWTCCおよびWRCの最高クラスで使用する1.6 L 直噴 ターボ（1.6 L DI T/C）エンジン車両に対するレギュレーションが追加された。
ベース車両
- 連続する12か月間に2,500台以上生産された4座席以上を有する（ドア枚数は問わない）車両で、グループAの公認を取得する必要がある。公認の取得はメーカーのみならず、現地の生産工場やメーカーの認可を受けたプライベーターでも可能。

車両サイズ
- ラリーカー
  - 最大全幅1,800 mm。2010年に1,820 mmへ拡大。
  - 最低全長3,900 mm。

- ツーリングカー
  - 最大全幅はTC1では1,950 mm。
  - 最低全長4,200 mm。

最低車重
- ラリーカー（スペアタイア1本を含む）
  - 車両のみで1,200 kg以上かつドライバーとナビの体重を含んで1,350 kg以上。

- ツーリングカー（全ての装備品を付けたドライバー体重を含む）
  - オリジナルまたはグループNにて公認されたトランスミッションを使用した前輪駆動車は1,140 kg。
  - S2000にて公認されたトランスミッションを使用した前輪駆動車は1,170 kg。
  - オリジナルまたはグループNにて公認されたトランスミッションを使用した後輪駆動車は1,170 kg。
  - S2000にて公認されたトランスミッションを使用した後輪駆動車は1,200 kg。

エンジン
ECU、エンジン制御プログラム、インジェクターはFIAの公認を受けたもののみが使用可能。
- 2 L NA仕様
  - 同一グループ内で量産されている市販車用エンジンが使用可能。
  - 排気量は2,000 ccまで。
  - 自然吸気（NA）のみ。
  - 64 mm径の吸気リストリクターを装着。
  - 圧縮比は最大13:1。
  - レブリミットは、ラリーカーが8,500 rpm。ツーリングカーが4気筒は8,500 rpm、5気筒は8,750 rpm、6気筒は9,000 rpm。
  - 可変バルブ機構は禁止。
  - ドライサンプ化は禁止。
  - エンジン搭載位置は25 mmまでなら移動可能。

- 1.6 L DI T/C仕様
  - 競技専用設計のエンジンも使用可能。
  - 排気量は1,600 ccまで、気筒数は4気筒まで。
  - ガソリン直噴およびターボ過給のみ。
  - 33 mmの吸気リストリクターを装着。TC1や2017年WRカー規定では36 mmに拡大。
  - レブリミットは8,500 rpm。
  - 最大過給圧は2.5 bar。
  - 最大圧縮比は12.5:1。
  - ドライサンプ化が可能。

駆動系
トランスミッション、デファレンシャルギア（デフ）などを含めた駆動系は機械式のみ（電子制御は禁止）。トランスミッションのHパターンをシーケンシャルシフト化することはできるが、2ペダル化したセミATは禁止。元々は仏サディフ社製のワンメイク供給であったが、後に価格競争を目的にXトラック社とリカルド社のものも認可された。
- ラリーカー
  - 四輪駆動に改造が可能。デフは前後2つで中央は無し。駆動配分は前後50:50で固定され、可変にすることはできない。トランスミッションは6速シーケンシャルのみ。

- ツーリングカー
  - 二輪駆動のみ。公認された形式を変更しなければ改造は自由。改造する場合は5速まで（5速を超える場合は、6速以上が作動できないようギアを除去する）。シーケンシャル・トランスミッションは6速まで。

サスペンション
- ラリーカー
  - 四輪駆動化に伴い、後側をマクファーソンサスペンションへ変更する。前側も50 mmまでの延長が可能。

- ツーリングカー
  - ベース車両からの形式変更は不可だが、20 mmまでの範囲でサスペンション取り付け位置の変更が可能。TC1では前後マクファーソンストラット化が義務となっている。

その他
- ABSやTCS、EPSなどドライバーエイドとなる電子デバイスは使用禁止。
- 車体価格は16万8千ユーロまで(日本円にして2,000万円前後)。

## 主な車種

### ラリーカー

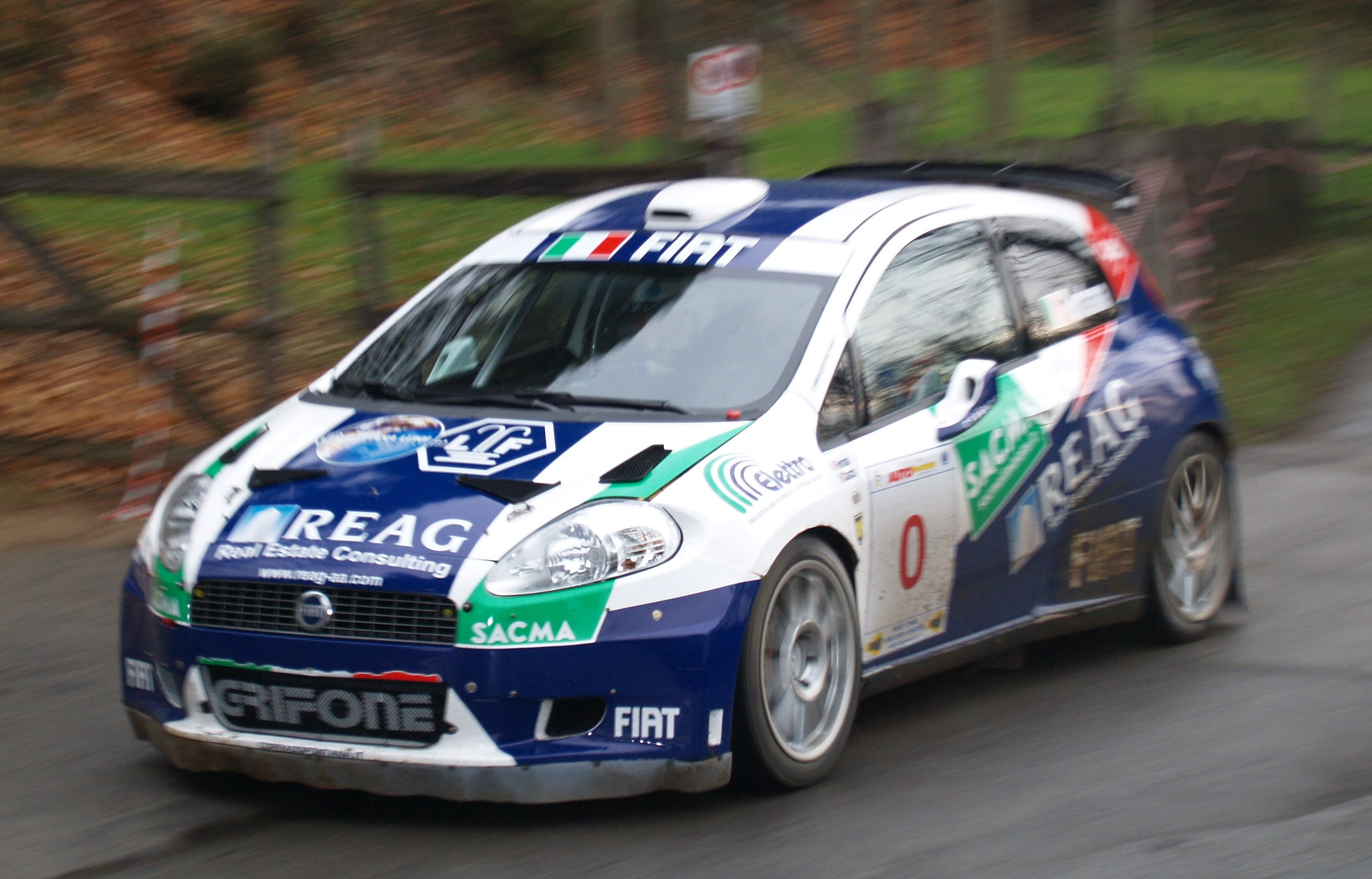
フィアット・グランデプント アバルト

- オペル・コルサ
- シュコダ・ファビア
- トヨタ・ヤリス
- トヨタ・オーリス（豪州名：カローラ）
- トヨタ・カローラランクス
- フィアット・グランデプント
- フォード・フィエスタ
- フォルクスワーゲン・ポロ
- プジョー・207
- プロトン・サトリアネオ
- ミニ・カントリーマン
- MG・ZR（英語版）

### ツーリングカー
- アルファロメオ・156
- オペル・ベクトラ
- シボレー・ラセッティ
- シボレー・クルーズ
- セアト・レオン
- フォード・フォーカスST
- プジョー・307
- プジョー・407
- ボルボ・C30
- ホンダ・アコード
- ホンダ・シビックタイプR
- ラーダ・110
- ラーダ・プリオラ
- レクサス・IS200
- BMW・320si
- シトロエン・C-エリーゼ
- ボルボ・S60 ポールスター

## S2000規定が導入された選手権
- 世界ラリー選手権（WRC）
  - プロダクションカー世界ラリー選手権（PWRC：PCWRC）
  - S2000世界ラリー選手権（SWRC）
  - WRC2
- インターコンチネンタル・ラリー・チャレンジ（IRC）
- ヨーロッパラリー選手権（ERC）
- アジアパシフィックラリー選手権（APRC）
- 世界ツーリングカー選手権（WTCC）
- イギリスツーリングカー選手権（BTCC）